# 诺加罗
诺加罗（法語：Nogaro，法語發音：[nɔɡaʁo]），法国西南部城市，奥克西塔尼大区热尔省的一个市镇，同时隶属于孔东区，其市镇面积为11.06平方公里，2022年1月1日时人口数量为2,226人，在法国城市中排名第5,337位。
诺加罗位于热尔省西部，米杜河上游，是一个区域性的中心城市，多条公路在此交汇。

## 地名来源
诺加罗最初以“Nugarolium”的形式被记载，该名称出自拉丁语，意为“核桃种植园”。
诺加罗所处地区历史上曾通行奥克语，“Nogaro”对应的加斯科涅语拼写为“Nogaròu”。

## 历史
诺加罗的早期历史尚不清楚，其名称来源可能与当地的核桃树林有关。根据当地官方网站的论述，诺加罗始建于中世纪中期，彼时欧什主教奥斯坦德从当地领主手中买下了诺加罗所在地，并在此创建了一处圣尼古拉慈善教堂以救济当地贫困人民并借此扩张宗教势力。1104年，阿马尼亚克的贝尔纳三世在诺加罗兴建了一处神学院。13世纪中期，诺加罗境内出现了方济各会和科德利埃会堂。至中世纪末，诺加罗已发展成为下阿马尼亚克地区的一个区域性商业和宗教中心。宗教战争期间，诺加罗遭到严重破坏，当地的圣尼古拉教堂被摧毁。1607年，法兰西国王亨利四世获得了整个阿马尼亚克地区，诺加罗成为一座皇家城市，直至1642年。1660年4月26日，路易十六在前往圣让德吕兹的途中停留于诺加罗。法国大革命后，诺加罗成为热尔省的一个市镇，并在1790至1795年间为该省的一个地区行署。1829年，布伊特和于尔戈斯两个市镇整体并入诺加罗，其中于尔戈斯在1893年重新独立。19世纪末，途径诺加罗的圣玛丽港－里克勒铁路陆续建成通车，后于1938年停止客运服务，部分旅游列车则开行至1960年。

## 地理

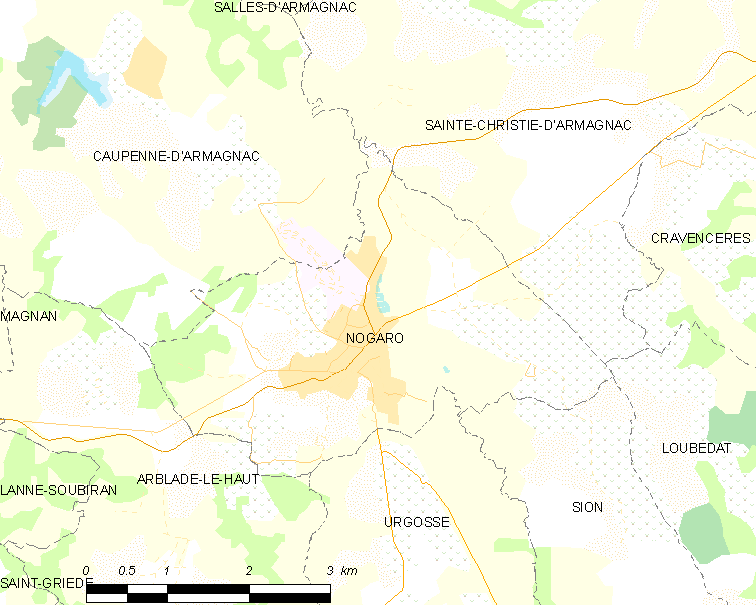
诺加罗市镇范围地图

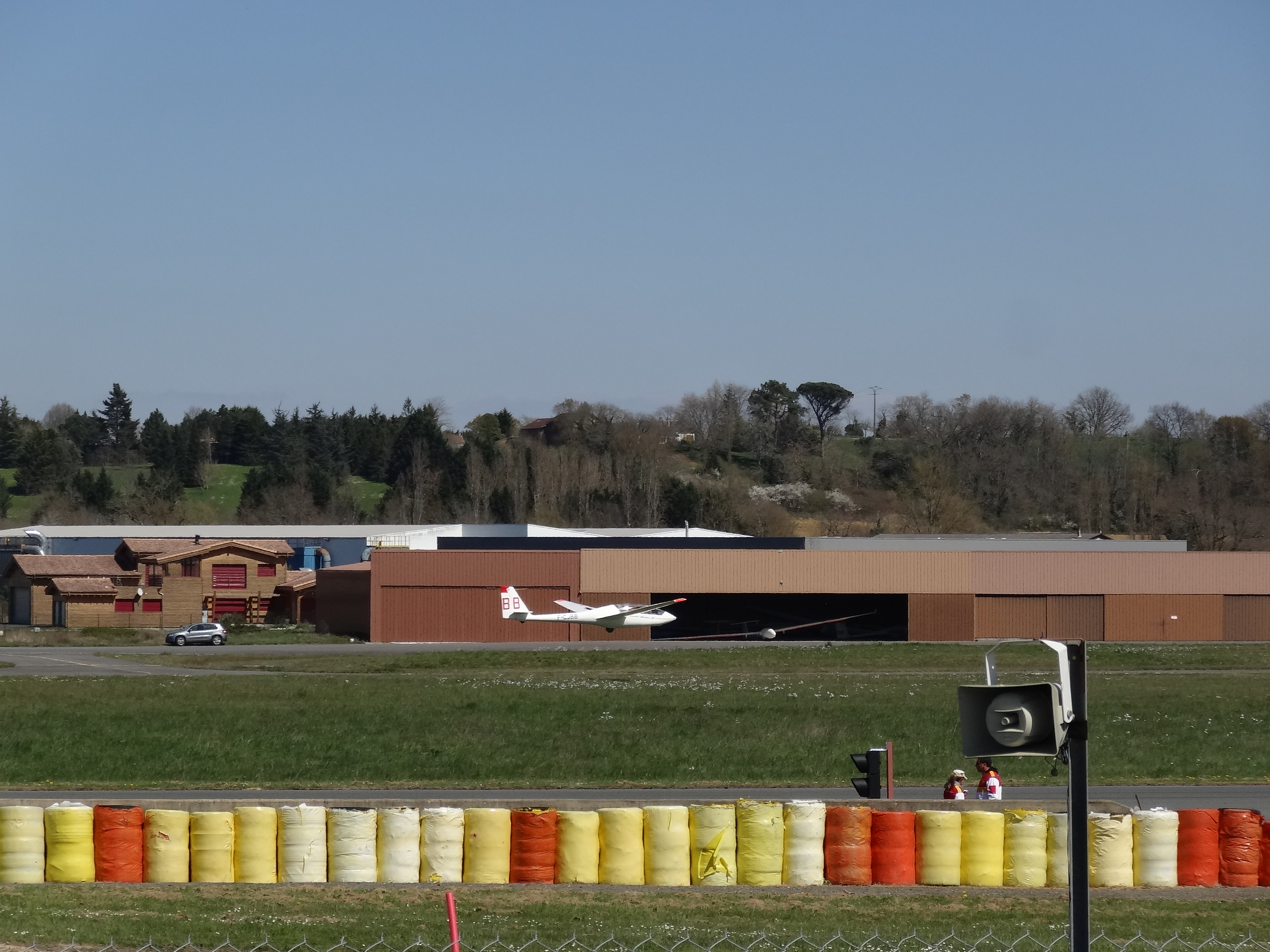
诺加罗飞行场及附近景观

诺加罗位于法国西南部，奥克西塔尼大区西部和热尔省西部，距离省会欧什大约60公里。与诺加罗接壤的市镇包括：科佩讷达马尼亚克、圣克里斯蒂-达马尼亚克、上阿尔布拉德、卢贝达、于尔戈斯和锡永。

### 地形
诺加罗位于阿马尼亚克腹地，境内以浅丘为主，市镇中心地势较为平坦，附近多博卡日，全境海拔在89到148米之间。

### 水文
诺加罗位于阿杜尔河流域范围内，米杜河自东南向西北流经境内东部。

### 植被
诺加罗属于温带阔叶混交林区，市区南部有莱马尔尼耶尔市政公园（Parc municipal des Marnières），林地散落分布于市镇范围内的多个街区。
在鲜花城市的评比中，诺加罗暂未被评级。

### 气候
诺加罗在柯本气候分类法中属于温带海洋性气候。
距离诺加罗最近的常年气象站位于埃欧兹境内，以下为该气象站的数据（其中日照数据取自蒙德马桑）：
| 埃欧兹 1981年－2019年 | 埃欧兹 1981年－2019年 | 埃欧兹 1981年－2019年 | 埃欧兹 1981年－2019年 | 埃欧兹 1981年－2019年 | 埃欧兹 1981年－2019年 | 埃欧兹 1981年－2019年 | 埃欧兹 1981年－2019年 | 埃欧兹 1981年－2019年 | 埃欧兹 1981年－2019年 | 埃欧兹 1981年－2019年 | 埃欧兹 1981年－2019年 | 埃欧兹 1981年－2019年 | 埃欧兹 1981年－2019年 |
| 月份                  | 1月                   | 2月                   | 3月                   | 4月                   | 5月                   | 6月                   | 7月                   | 8月                   | 9月                   | 10月                  | 11月                  | 12月                  | 全年                  |
| --------------------- | --------------------- | --------------------- | --------------------- | --------------------- | --------------------- | --------------------- | --------------------- | --------------------- | --------------------- | --------------------- | --------------------- | --------------------- | --------------------- |
| 历史最高温 °C（°F）   | 19.5 (67.1)           | 24.1 (75.4)           | 26.6 (79.9)           | 30 (86)               | 35.6 (96.1)           | 38.8 (101.8)          | 37.9 (100.2)          | 40.4 (104.7)          | 35.3 (95.5)           | 32.9 (91.2)           | 24.3 (75.7)           | 21.9 (71.4)           | 40.4 (104.7)          |
| 平均高温 °C（°F）     | 9.8 (49.6)            | 11.4 (52.5)           | 15.3 (59.5)           | 17.7 (63.9)           | 21.5 (70.7)           | 25.3 (77.5)           | 27 (81)               | 27.2 (81.0)           | 24.4 (75.9)           | 20.1 (68.2)           | 13 (55)               | 9.7 (49.5)            | 18.5 (65.3)           |
| 日均气温 °C（°F）     | 6 (43)                | 6.8 (44.2)            | 9.9 (49.8)            | 12.3 (54.1)           | 16 (61)               | 19.5 (67.1)           | 20.9 (69.6)           | 21.1 (70.0)           | 18.1 (64.6)           | 14.9 (58.8)           | 8.7 (47.7)            | 6 (43)                | 13.4 (56.1)           |
| 平均低温 °C（°F）     | 2.2 (36.0)            | 2.3 (36.1)            | 4.5 (40.1)            | 6.8 (44.2)            | 10.4 (50.7)           | 13.6 (56.5)           | 14.9 (58.8)           | 15 (59)               | 11.7 (53.1)           | 9.7 (49.5)            | 4.4 (39.9)            | 2.4 (36.3)            | 8.2 (46.8)            |
| 历史最低温 °C（°F）   | −13.3 (8.1)           | −11.6 (11.1)          | −9.2 (15.4)           | −3.2 (26.2)           | 1.4 (34.5)            | 3.4 (38.1)            | 7.8 (46.0)            | 6.2 (43.2)            | 2.7 (36.9)            | −4.6 (23.7)           | −8.6 (16.5)           | −12.6 (9.3)           | −13.3 (8.1)           |
| 平均降水量 mm（）     | 64.2 (2.53)           | 42.9 (1.69)           | 53.7 (2.11)           | 78.1 (3.07)           | 81.4 (3.20)           | 47.6 (1.87)           | 47.6 (1.87)           | 55.4 (2.18)           | 59.7 (2.35)           | 66.5 (2.62)           | 85.4 (3.36)           | 63 (2.5)              | 745.5 (29.35)         |
| 月均日照時數          | 91.7                  | 109.3                 | 168.5                 | 172.7                 | 196                   | 209.9                 | 228.7                 | 217.5                 | 193.4                 | 145.6                 | 93.9                  | 81.2                  | 1,908.4               |
| 来源：infoclimat.fr   |                       |                       |                       |                       |                       |                       |                       |                       |                       |                       |                       |                       |                       |

## 行政区划
诺加罗的市镇编号为32296，邮政编号为32110。
在行政管理方面，诺加罗隶属于法国奥克西塔尼大区热尔省孔东区；在地方选举方面，诺加罗是大下阿马尼亚克县的中央投票站所在地，其市镇范围全境被划入热尔省第一选区；在社会管理方面，诺加罗是下阿马尼亚克市镇公共社区的办公驻地。
截至2023年2月，诺加罗市镇范围内暂无城市敏感街区及城市政策优先街区。
法国国家统计与经济研究所（简称）在进行数据统计时，未将诺加罗划入任何城市核心区（Unité urbaine）及城市区（Aire urbaine）。自2020年起，诺加罗被划入包含18个市镇的诺加罗城市辐射区内。此外，还将诺加罗市镇整体看作一个“块区”（IRIS），以便于统计人口分布情况。

## 交通

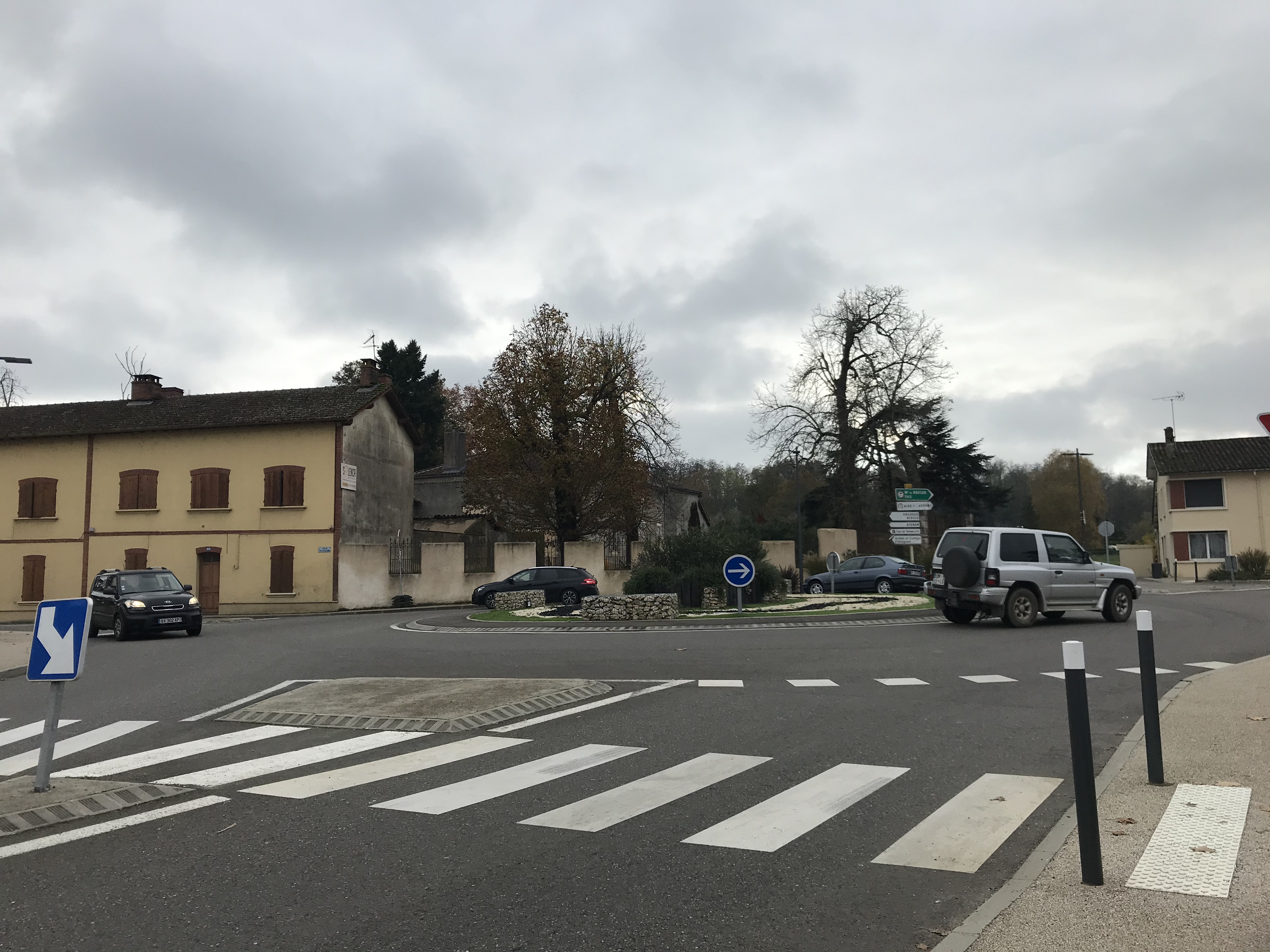
省道D25线诺加罗环岛

### 公路
热尔省省道D25线、D25A线、D143线、D147线、D522线和D931线在诺加罗境内交汇。奥克西塔尼大区下属的城际客运提供巴士线路，可前往欧什和蒙德马桑。
| 6 | 22 |

| 欧什 | 60 |

| 蒙德马桑 | 43 |

| 阿杜尔河畔艾尔 | 21 |

2019年，69.8%的诺加罗家庭拥有至少一辆私人汽车。2018年，诺加罗境内共发生各类交通事故2起，造成2人受伤，其中1人重伤。

### 铁路
途径诺加罗的圣玛丽港－里克勒铁路已完全关闭，部分路段被改建为人行步道。
距离诺加罗最近的运营中的客运铁路车站为44公里外的蒙德马桑站，该站开行前往波尔多的区域列车。

### 航空
诺加罗境内建有一处飞行场，供当地航空俱乐部及救援使用。
距离诺加罗最近的民用航空站为波城机场，距离诺加罗市中心的公路里程约72公里。

### 城市公共交通
截至2023年2月，诺加罗暂无城市公共交通系统。

## 政治

### 市政内阁
诺加罗的现任市长为克里斯蒂安·佩雷先生（Christian PEYRET），他是一名左翼无党派人士，在2020年的市政选举中获得了100.00%的支持率（无其他候选人）。
| 诺加罗历届市长 | 诺加罗历届市长                     | 诺加罗历届市长                       |
| 任期           | 市长                               | 党派                                 |
| -------------- | ---------------------------------- | ------------------------------------ |
| 1944年－1945年 | Jean DUPUY 让·迪皮                 | 不详                                 |
| 1945年－1947年 | Paul MALET 保罗·马莱               | 不详                                 |
| 1947年－1965年 | Paul FRAYRET 保罗·弗赖雷           | MRP人民共和运动 →PDM现代民主与进步党 |
| 1965年－1989年 | Jean DUPUY 让·迪皮                 | SFIO工人国际法国支部 →PS社会党       |
| 1989年－2008年 | Jean-Pierre PUJOL 让-皮埃尔·皮若尔 | PS社会党                             |
| 2008年－       | Christian PEYRET 克里斯蒂安·佩雷   | PS社会党 →DVG左翼无党派人士          |

### 各级选举
| 诺加罗历届投票选举结果 | 诺加罗历届投票选举结果 | 诺加罗历届投票选举结果 | 诺加罗历届投票选举结果 | 诺加罗历届投票选举结果        | 诺加罗历届投票选举结果 | 诺加罗历届投票选举结果 | 诺加罗历届投票选举结果 | 诺加罗历届投票选举结果 | 诺加罗历届投票选举结果 |
| 选举项目               | 选举范围               | 选区单位               | 选区单位内的选举结果   | 选区单位内的选举结果          | 选区单位内的选举结果   | 选区单位内的选举结果   | 选区单位内的选举结果   | 选区单位内的选举结果   | 参考资料               |
| 选举项目               | 选举范围               | 选区单位               | 第一轮胜出者           | 第一轮胜出者                  | 支持率                 | 第二轮胜出者           | 第二轮胜出者           | 支持率                 | 参考资料               |
| ---------------------- | ---------------------- | ---------------------- | ---------------------- | ----------------------------- | ---------------------- | ---------------------- | ---------------------- | ---------------------- | ---------------------- |
| 2017年法國總統選舉     | 法國                   | 市镇                   |                        | 玛丽娜·勒庞                   | 24.32%                 |                        | 埃马纽埃尔·马克龙      | 70.85%                 | [ 20 ]                 |
| 2017年法国立法选举     | 热尔省第一选区         | 市镇                   |                        | 让-勒内·卡兹纳夫              | 32.11%                 |                        | 让-勒内·卡兹纳夫       | 54.05%                 | [ 20 ]                 |
| 2019年欧洲议会选举     | 法國                   | 市镇                   |                        | 若尔当·巴尔代拉               | 21.63%                 | （不适用）             | （不适用）             | （不适用）             | [ 22 ]                 |
| 2021年法国省级选举     | 热尔省                 | 县                     |                        | 樊尚·古阿内勒 伊萨贝尔·坦塔内 | 63.07%                 | （不适用）             | （不适用）             | （不适用）             | [ 23 ]                 |
| 2021年法国省级选举     | 热尔省                 | 市镇                   |                        | 樊尚·古阿内勒 伊萨贝尔·坦塔内 | 51.88%                 | （不适用）             | （不适用）             | （不适用）             | [ 23 ]                 |
| 2021年法国大区选举     | 奧克西塔尼大區         | 市镇                   |                        | 卡萝尔·代尔加                 | 50.49%                 |                        | 卡萝尔·代尔加          | 67.62%                 | [ 24 ]                 |
| 2022年法国总统选举     | 法國                   | 市镇                   |                        | 玛丽娜·勒庞                   | 26.54%                 | （取消）               | （取消）               | （取消）               | [ 20 ]                 |
| 2022年法国立法选举     | 热尔省第一选区         | 市镇                   |                        | 让-勒内·卡兹纳夫              | 32.13%                 |                        | 让-勒内·卡兹纳夫       | 53.89%                 | [ 20 ]                 |

## 人口
2019年，诺加罗市镇人口数量为2,027，在法国排名第5,337位。其中男性910人，女性1,117人，75岁及以上人口占18.0%，外籍人口数量为86人，人口密度为183人/平方公里，当地居民被称为（男性）或（女性）。2020年，诺加罗境内出生15人，死亡人口45人。
| 诺加罗1901年－2020年人口变化情况 |
|                                  |
| 数据来源：Cassini、INSEE         |

## 经济
诺加罗是一个区域性的中心城市。截止2023年2月，诺加罗市镇范围内共有各类用人单位（包含自雇）462家，平均历史为21年，其中98.91%为中小型企业（PME），2022年12月至2023年2月间，当地的经济活力指数为0.22%。（野味）、（零售）及（保险）是当地2021年营业额最高的三个企业，分别为53,382,851欧元、15,179,872欧元和2,188,683欧元。

## 财政与居民收入
2021年，诺加罗的财政收入总额为3,169,210欧元，财政支出总额为2,818,640欧元，当年的债务总额为2,257,870欧元。2021年，诺加罗市镇通过增值税获得63,500欧元的收入，此外当地还共获得了29,930欧元的国家直接财政补助。
2020年，诺加罗的人均月收入总额为1,797欧元，其中高级职员为2,808欧元，低于法国平均水平（4,230欧元）；中级职员为2,054欧元，低于法国平均水平（2,411欧元）；普通职员为1,638欧元，亦低于法国平均水平（1,740欧元）。
2019年，诺加罗境内的青壮年（15至64岁）失业率为14.9%；当地39.7%的家庭拥有纳税资格，平均纳税2,429欧元，低于法国平均水平（3,910欧元）。

## 社会事务

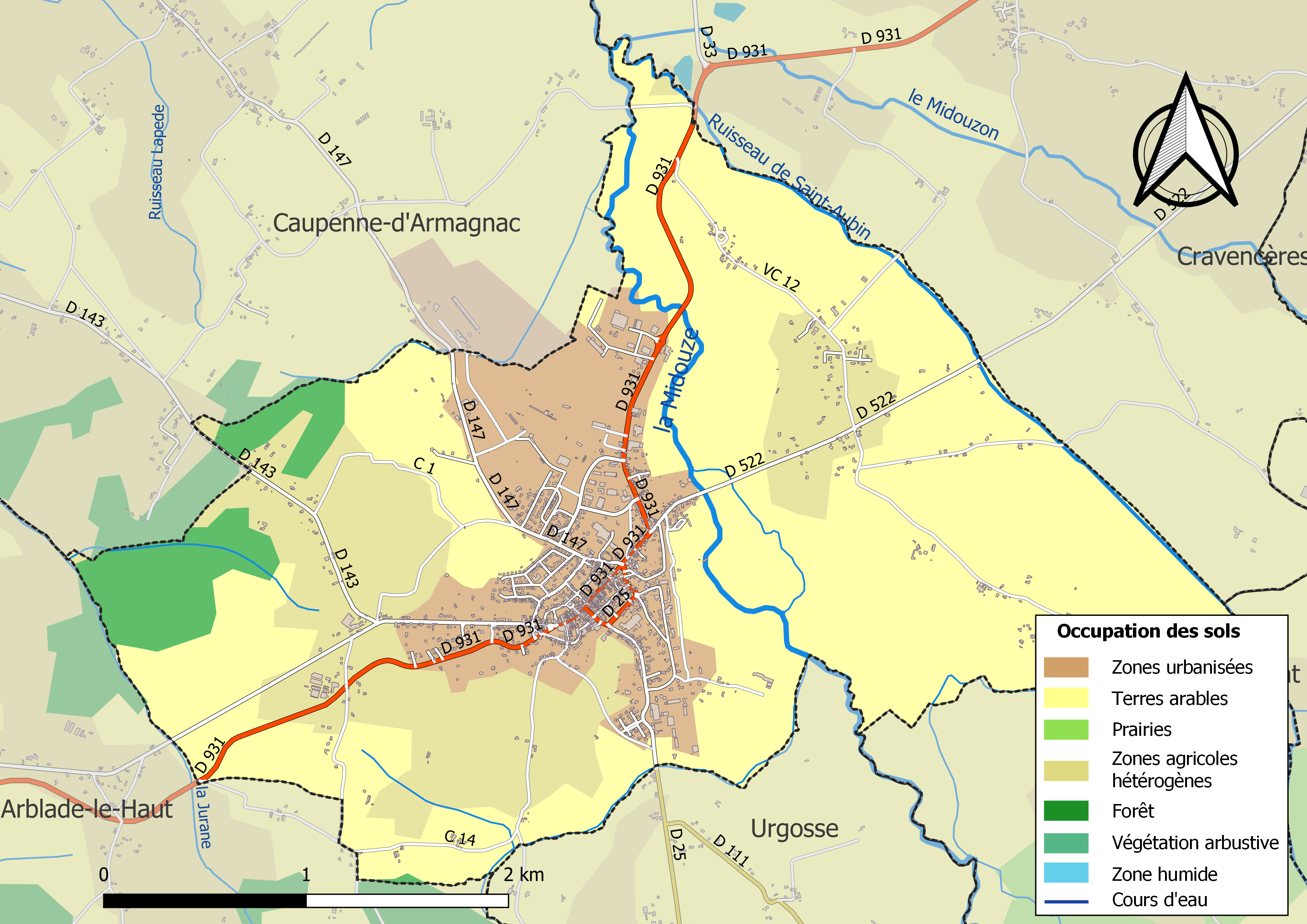
诺加罗土地利用情况地图

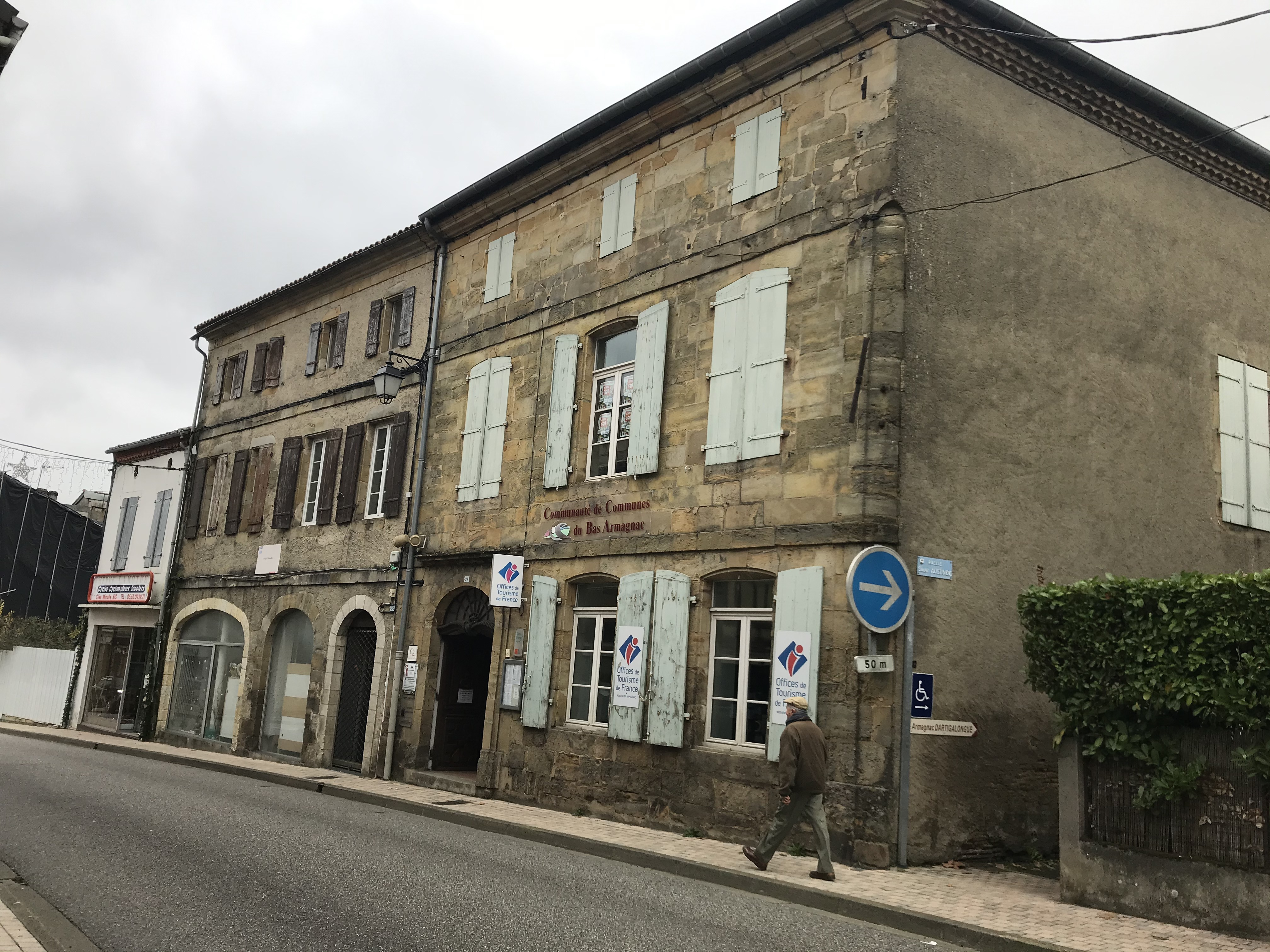
诺加罗游客中心

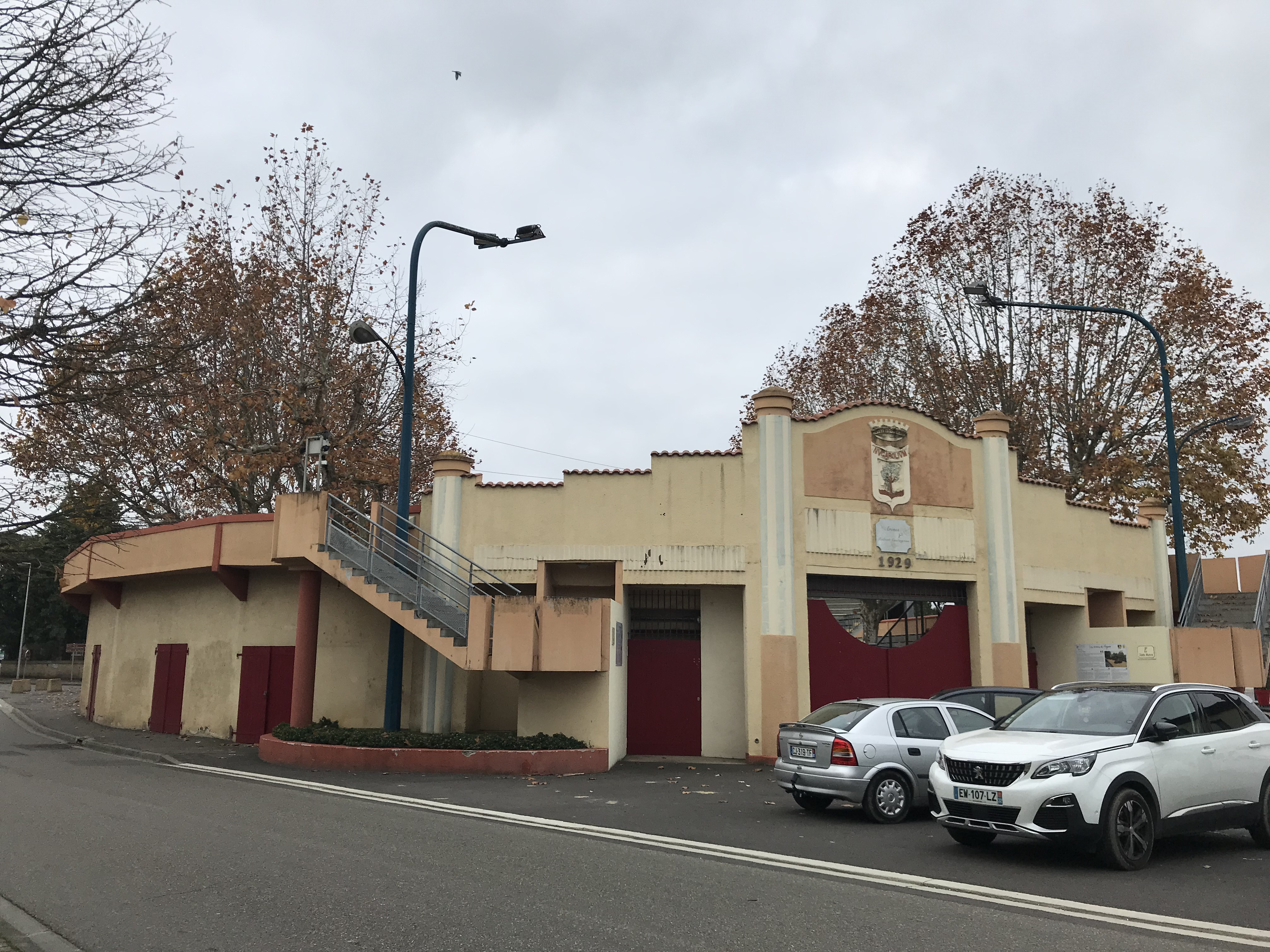
诺加罗斗兽场

### 教育
诺加罗属于图卢兹学区。截止2021年1月1日，诺加罗境内共有1所幼儿园、1所小学、1所初级中学、1所普通高中和1所职业高中。2021至2022学年度，诺加罗境内共有在校中等教育阶段学生898名。

### 医疗
截止2021年1月1日，诺加罗境内共有全科医生4名、保健师4名、牙医3名、护士7名和助产士1名。境内共有药房1家。
诺加罗中心医院（Centre Hospitalier de Nogaro）是法国的一个区域性医疗机构，其主病区位于诺加罗市区，设有床位229个，是当地规模最大的公立综合性医院。

### 住房
2019年，诺加罗境内共有各类住房1,213套，其中66.5%为独立式居民区，33.5%为集中式居民区。常住房屋占诺加罗市镇范围内居民建筑总量的83.6%。
在住房保障政策方面，2021年，诺加罗境内共有297户家庭获得了住房经济补助，受益人数占总人口数量的14.7%，其中287份为房租补助。

### 商业
2021年，诺加罗境内共有各类实体商铺92家，其中餐厅11家、大型超市3家、杂货店1家、面包房4家、肉铺2家、装饰品店1家、银行门店4家、美容美发店5家、汽车维修店10家。市区中部建有家乐福及ALDI综合购物商场。

### 体育
2021年，诺加罗境内共有1间体育馆、7处网球场、1处足球或橄榄球场以及3处篮球或排球场。
诺加罗运动员联盟（Association Athlétique Nogarolienne）是当地的一支橄榄球俱乐部，成立于1920年，其主队2022至2023赛季参加法国全国橄榄球丙组联赛（法国第七级别），其主场为市政球场（Stade Municipal）。
截至2023年2月，诺加罗境内暂无任何注册足球俱乐部。

### 环境
诺加罗的环境事务由其所属的下阿马尼亚克市镇公共社区联合各级政府协调负责。2021年，诺加罗境内暂无污染企业。

### 治安
2021年，诺加罗市镇范围内有1处宪兵队。
诺加罗及其附近的共203个市镇是孔东国家宪兵队（zone gendarmerie de Condom）的管辖范围。2020年，该宪兵队累计记录各类案件2,198起，其中盗窃类案件915起，经济类案件382起，毒品交易类案件176起。

## 文化

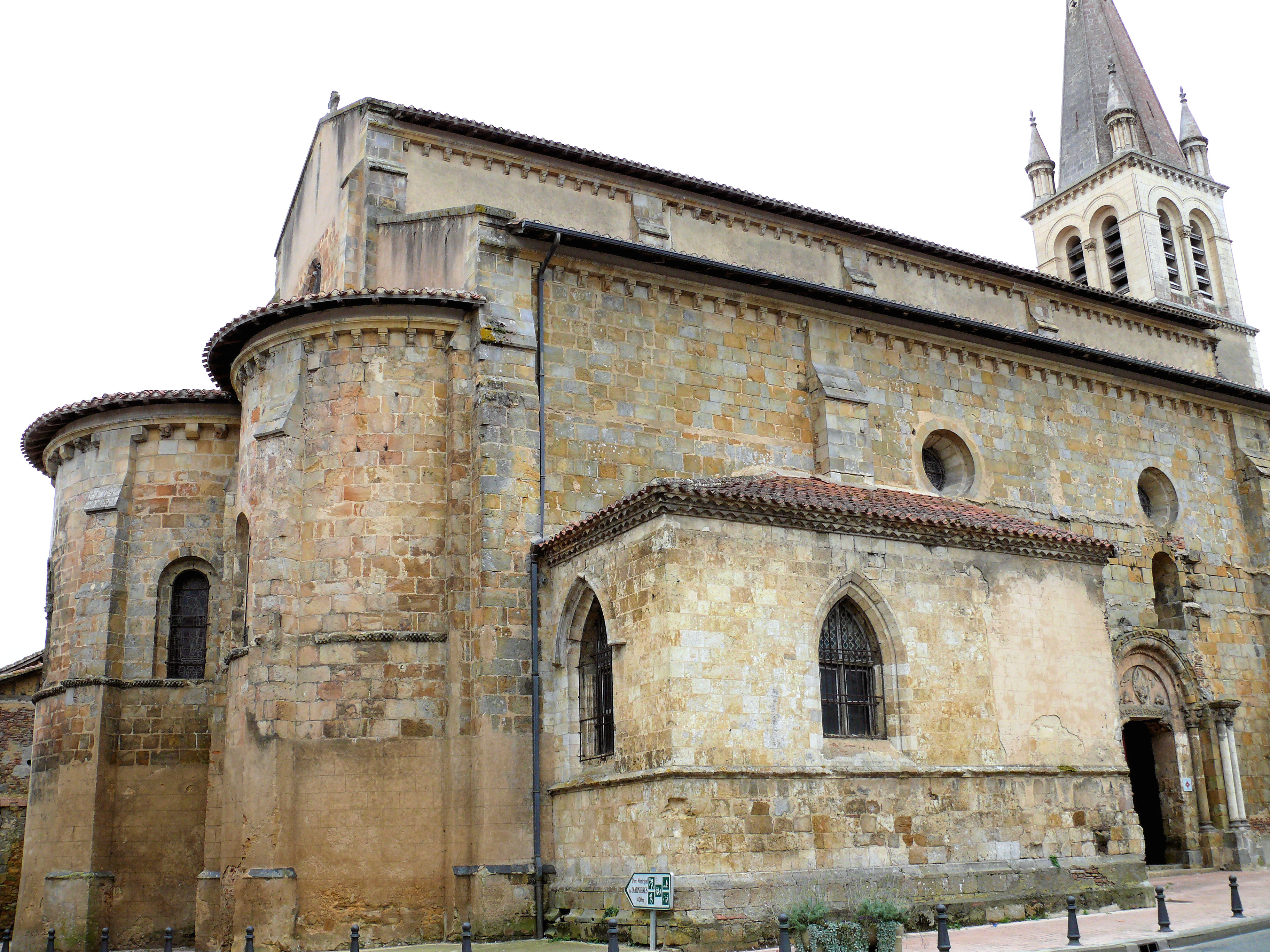
诺加罗圣尼古拉大教堂

2021年，诺加罗境内共有1家电影院。诺加罗建有夏尔·萨马朗市政多媒体中心（médiathèque municipale Charles Samaran），每周三、五、六向公众开放。

### 建筑
诺加罗境内有多处历史建筑，其中镇中心的诺加罗圣尼古拉大教堂是法国国家文物保护单位，也是当地的地标性建筑物。

### 旅游
诺加罗的旅游事务由其所属的下阿马尼亚克市镇公共社区负责。2022年，诺加罗境内共有2家酒店共计63间房间。

### 媒体
法国主要的媒体均可在诺加罗接收，法国电视三台下属的奥克西塔尼大区频道在部分时段播出诺加罗所在热尔省的地方新闻。蓝色法兰西加斯科涅广播、Hit FM32、《南部追寻》等是当地主要的地方性媒体。

## 相关人物
法国飞行员亨利·达尔凯和橄榄球运动员蒂埃里·拉克鲁瓦出生于诺加罗。

## 友好城市
截至2023年2月，诺加罗共与一座城市互为友好城市关系：
- 西班牙 瓦尔特